# Arte da Antiguidade
A arte antiga refere-se à arte desenvolvida pelas civilizações antigas após a criação da escrita e que se estende até o paleocristão. (primeiras expressões artísticas do cristianismo, produzidas para os cristãos ou por eles.)

## Estilose civilizações
| Arte mesopotâmica            |                           |                           |                           | | | | | | |
|                              | Arte suméria              | Arte suméria              | Arte suméria              | - A partir de 4000 a.C. na zona de confluência do rio Tigre com o rio Eufrates. - Palácios,templos (zigurate), câmaras funerárias (abóbada e arco). - Adobe, madeira, tijolo colorido para decoração. - Figuras religiosas de alabastro (hierarquia por altura e tamanho dos olhos). Formas geométricas e esquemáticas baseadas no cone e no cilindro. - Influência na arte da Assíria e da Babilónia.                                                                                        | - A partir de 4000 a.C. na zona de confluência do rio Tigre com o rio Eufrates. - Palácios,templos (zigurate), câmaras funerárias (abóbada e arco). - Adobe, madeira, tijolo colorido para decoração. - Figuras religiosas de alabastro (hierarquia por altura e tamanho dos olhos). Formas geométricas e esquemáticas baseadas no cone e no cilindro. - Influência na arte da Assíria e da Babilónia.                                                                                        | - A partir de 4000 a.C. na zona de confluência do rio Tigre com o rio Eufrates. - Palácios,templos (zigurate), câmaras funerárias (abóbada e arco). - Adobe, madeira, tijolo colorido para decoração. - Figuras religiosas de alabastro (hierarquia por altura e tamanho dos olhos). Formas geométricas e esquemáticas baseadas no cone e no cilindro. - Influência na arte da Assíria e da Babilónia.                                                                                        | - A partir de 4000 a.C. na zona de confluência do rio Tigre com o rio Eufrates. - Palácios,templos (zigurate), câmaras funerárias (abóbada e arco). - Adobe, madeira, tijolo colorido para decoração. - Figuras religiosas de alabastro (hierarquia por altura e tamanho dos olhos). Formas geométricas e esquemáticas baseadas no cone e no cilindro. - Influência na arte da Assíria e da Babilónia.                                                                                        | - A partir de 4000 a.C. na zona de confluência do rio Tigre com o rio Eufrates. - Palácios,templos (zigurate), câmaras funerárias (abóbada e arco). - Adobe, madeira, tijolo colorido para decoração. - Figuras religiosas de alabastro (hierarquia por altura e tamanho dos olhos). Formas geométricas e esquemáticas baseadas no cone e no cilindro. - Influência na arte da Assíria e da Babilónia.                                                                                        | - A partir de 4000 a.C. na zona de confluência do rio Tigre com o rio Eufrates. - Palácios,templos (zigurate), câmaras funerárias (abóbada e arco). - Adobe, madeira, tijolo colorido para decoração. - Figuras religiosas de alabastro (hierarquia por altura e tamanho dos olhos). Formas geométricas e esquemáticas baseadas no cone e no cilindro. - Influência na arte da Assíria e da Babilónia.                                                                                        |
|                              | Arte assíria              | Arte assíria              | Arte assíria              | - Inicialmente na zona norte do rio Tigre, posteriormente estende-se a império de grandes dimensões. Auge entre c. 1000 e 612 a.C.. - Templos e zigurates monumentais. Tijolo, também pedra nas entradas das cidades e salas. - Escultura monumental (demónios guardiões), baixo-relevo narrativo em grande escala. - Influência da arte da Suméria. | - Inicialmente na zona norte do rio Tigre, posteriormente estende-se a império de grandes dimensões. Auge entre c. 1000 e 612 a.C.. - Templos e zigurates monumentais. Tijolo, também pedra nas entradas das cidades e salas. - Escultura monumental (demónios guardiões), baixo-relevo narrativo em grande escala. - Influência da arte da Suméria. | - Inicialmente na zona norte do rio Tigre, posteriormente estende-se a império de grandes dimensões. Auge entre c. 1000 e 612 a.C.. - Templos e zigurates monumentais. Tijolo, também pedra nas entradas das cidades e salas. - Escultura monumental (demónios guardiões), baixo-relevo narrativo em grande escala. - Influência da arte da Suméria. | - Inicialmente na zona norte do rio Tigre, posteriormente estende-se a império de grandes dimensões. Auge entre c. 1000 e 612 a.C.. - Templos e zigurates monumentais. Tijolo, também pedra nas entradas das cidades e salas. - Escultura monumental (demónios guardiões), baixo-relevo narrativo em grande escala. - Influência da arte da Suméria. | - Inicialmente na zona norte do rio Tigre, posteriormente estende-se a império de grandes dimensões. Auge entre c. 1000 e 612 a.C.. - Templos e zigurates monumentais. Tijolo, também pedra nas entradas das cidades e salas. - Escultura monumental (demónios guardiões), baixo-relevo narrativo em grande escala. - Influência da arte da Suméria. | - Inicialmente na zona norte do rio Tigre, posteriormente estende-se a império de grandes dimensões. Auge entre c. 1000 e 612 a.C.. - Templos e zigurates monumentais. Tijolo, também pedra nas entradas das cidades e salas. - Escultura monumental (demónios guardiões), baixo-relevo narrativo em grande escala. - Influência da arte da Suméria. |
|                              | Arte babilónica           | Arte babilónica           | Arte babilónica           | - Cidade da Babilónia. 1º período com fundador da dinastia babilónica, Hamurabi. 2º período de destaque entre 612-539 a.C. com Nabucodonosor II (Torre de Babel, Jardins suspensos da Babilónia). - Tijolo vidrado colorido para decoração de superfícies arquitectónicas. - Representação da figura animal. | - Cidade da Babilónia. 1º período com fundador da dinastia babilónica, Hamurabi. 2º período de destaque entre 612-539 a.C. com Nabucodonosor II (Torre de Babel, Jardins suspensos da Babilónia). - Tijolo vidrado colorido para decoração de superfícies arquitectónicas. - Representação da figura animal. | - Cidade da Babilónia. 1º período com fundador da dinastia babilónica, Hamurabi. 2º período de destaque entre 612-539 a.C. com Nabucodonosor II (Torre de Babel, Jardins suspensos da Babilónia). - Tijolo vidrado colorido para decoração de superfícies arquitectónicas. - Representação da figura animal. | - Cidade da Babilónia. 1º período com fundador da dinastia babilónica, Hamurabi. 2º período de destaque entre 612-539 a.C. com Nabucodonosor II (Torre de Babel, Jardins suspensos da Babilónia). - Tijolo vidrado colorido para decoração de superfícies arquitectónicas. - Representação da figura animal. | - Cidade da Babilónia. 1º período com fundador da dinastia babilónica, Hamurabi. 2º período de destaque entre 612-539 a.C. com Nabucodonosor II (Torre de Babel, Jardins suspensos da Babilónia). - Tijolo vidrado colorido para decoração de superfícies arquitectónicas. - Representação da figura animal. | - Cidade da Babilónia. 1º período com fundador da dinastia babilónica, Hamurabi. 2º período de destaque entre 612-539 a.C. com Nabucodonosor II (Torre de Babel, Jardins suspensos da Babilónia). - Tijolo vidrado colorido para decoração de superfícies arquitectónicas. - Representação da figura animal. |
|                              | Arte persa                | Arte persa                | Arte persa                | - Inicialmente a oriente da Mesopotâmia (actual Irão), local de passagem de tribos nómadas. - Arte nómada ornamental (armas, taças, vasos) em madeira, osso, metal. Estilo animalista, abstracção figurativa e orgânica. - Posterior povo herdeiro do império assírio, conquista da babilónia em 539 a.C.. - Palácios colossais (várias influências, ambiente cerimonial e repetitivo), ausência de arquitectura religiosa. - Escultura associada à arquitectura. Ver também: Arquitectura    | - Inicialmente a oriente da Mesopotâmia (actual Irão), local de passagem de tribos nómadas. - Arte nómada ornamental (armas, taças, vasos) em madeira, osso, metal. Estilo animalista, abstracção figurativa e orgânica. - Posterior povo herdeiro do império assírio, conquista da babilónia em 539 a.C.. - Palácios colossais (várias influências, ambiente cerimonial e repetitivo), ausência de arquitectura religiosa. - Escultura associada à arquitectura. Ver também: Arquitectura    | - Inicialmente a oriente da Mesopotâmia (actual Irão), local de passagem de tribos nómadas. - Arte nómada ornamental (armas, taças, vasos) em madeira, osso, metal. Estilo animalista, abstracção figurativa e orgânica. - Posterior povo herdeiro do império assírio, conquista da babilónia em 539 a.C.. - Palácios colossais (várias influências, ambiente cerimonial e repetitivo), ausência de arquitectura religiosa. - Escultura associada à arquitectura. Ver também: Arquitectura    | - Inicialmente a oriente da Mesopotâmia (actual Irão), local de passagem de tribos nómadas. - Arte nómada ornamental (armas, taças, vasos) em madeira, osso, metal. Estilo animalista, abstracção figurativa e orgânica. - Posterior povo herdeiro do império assírio, conquista da babilónia em 539 a.C.. - Palácios colossais (várias influências, ambiente cerimonial e repetitivo), ausência de arquitectura religiosa. - Escultura associada à arquitectura. Ver também: Arquitectura    | - Inicialmente a oriente da Mesopotâmia (actual Irão), local de passagem de tribos nómadas. - Arte nómada ornamental (armas, taças, vasos) em madeira, osso, metal. Estilo animalista, abstracção figurativa e orgânica. - Posterior povo herdeiro do império assírio, conquista da babilónia em 539 a.C.. - Palácios colossais (várias influências, ambiente cerimonial e repetitivo), ausência de arquitectura religiosa. - Escultura associada à arquitectura. Ver também: Arquitectura    | - Inicialmente a oriente da Mesopotâmia (actual Irão), local de passagem de tribos nómadas. - Arte nómada ornamental (armas, taças, vasos) em madeira, osso, metal. Estilo animalista, abstracção figurativa e orgânica. - Posterior povo herdeiro do império assírio, conquista da babilónia em 539 a.C.. - Palácios colossais (várias influências, ambiente cerimonial e repetitivo), ausência de arquitectura religiosa. - Escultura associada à arquitectura. Ver também: Arquitectura    |
| Arte do vale do Nilo         |                           |                           |                           | | | | | | |
|                              | Arte egípcia              | Arte egípcia              | Arte egípcia              | - Durante 3000 anos até à conquista por Alexandre, o Grande no século IV a.C.. - Arquitectura monumental (pedra), templos, arte funerária, (pirâmides, mastabas). - Relevos e pinturas murais associados à arquitectura, escultura de vulto e colossal, artes decorativas e mobiliário. - Carácter solene com base em cânones rígidos de representação, simbolismo. Ver também: Arquitetura \| Pintura \| Escultura                                                                           | - Durante 3000 anos até à conquista por Alexandre, o Grande no século IV a.C.. - Arquitectura monumental (pedra), templos, arte funerária, (pirâmides, mastabas). - Relevos e pinturas murais associados à arquitectura, escultura de vulto e colossal, artes decorativas e mobiliário. - Carácter solene com base em cânones rígidos de representação, simbolismo. Ver também: Arquitetura \| Pintura \| Escultura                                                                           | - Durante 3000 anos até à conquista por Alexandre, o Grande no século IV a.C.. - Arquitectura monumental (pedra), templos, arte funerária, (pirâmides, mastabas). - Relevos e pinturas murais associados à arquitectura, escultura de vulto e colossal, artes decorativas e mobiliário. - Carácter solene com base em cânones rígidos de representação, simbolismo. Ver também: Arquitetura \| Pintura \| Escultura                                                                           | - Durante 3000 anos até à conquista por Alexandre, o Grande no século IV a.C.. - Arquitectura monumental (pedra), templos, arte funerária, (pirâmides, mastabas). - Relevos e pinturas murais associados à arquitectura, escultura de vulto e colossal, artes decorativas e mobiliário. - Carácter solene com base em cânones rígidos de representação, simbolismo. Ver também: Arquitetura \| Pintura \| Escultura                                                                           | - Durante 3000 anos até à conquista por Alexandre, o Grande no século IV a.C.. - Arquitectura monumental (pedra), templos, arte funerária, (pirâmides, mastabas). - Relevos e pinturas murais associados à arquitectura, escultura de vulto e colossal, artes decorativas e mobiliário. - Carácter solene com base em cânones rígidos de representação, simbolismo. Ver também: Arquitetura \| Pintura \| Escultura                                                                           | - Durante 3000 anos até à conquista por Alexandre, o Grande no século IV a.C.. - Arquitectura monumental (pedra), templos, arte funerária, (pirâmides, mastabas). - Relevos e pinturas murais associados à arquitectura, escultura de vulto e colossal, artes decorativas e mobiliário. - Carácter solene com base em cânones rígidos de representação, simbolismo. Ver também: Arquitetura \| Pintura \| Escultura                                                                           |
| Arte celta e germânica       |                           |                           |                           | | | | | | |
|                              | Arte celta                | Arte celta                | Arte celta                | - Estilo característico dos povos de língua celta, na Europa (continente e, em especial, ilhas - Inglaterra, Irlanda) que se desenvolve já desde a pré-história, Idade do Bronze até à Idade Média. Ver também: Arte hibérnico-saxónica | - Estilo característico dos povos de língua celta, na Europa (continente e, em especial, ilhas - Inglaterra, Irlanda) que se desenvolve já desde a pré-história, Idade do Bronze até à Idade Média. Ver também: Arte hibérnico-saxónica | - Estilo característico dos povos de língua celta, na Europa (continente e, em especial, ilhas - Inglaterra, Irlanda) que se desenvolve já desde a pré-história, Idade do Bronze até à Idade Média. Ver também: Arte hibérnico-saxónica | - Estilo característico dos povos de língua celta, na Europa (continente e, em especial, ilhas - Inglaterra, Irlanda) que se desenvolve já desde a pré-história, Idade do Bronze até à Idade Média. Ver também: Arte hibérnico-saxónica | - Estilo característico dos povos de língua celta, na Europa (continente e, em especial, ilhas - Inglaterra, Irlanda) que se desenvolve já desde a pré-história, Idade do Bronze até à Idade Média. Ver também: Arte hibérnico-saxónica | - Estilo característico dos povos de língua celta, na Europa (continente e, em especial, ilhas - Inglaterra, Irlanda) que se desenvolve já desde a pré-história, Idade do Bronze até à Idade Média. Ver também: Arte hibérnico-saxónica |
|                              | Arte dos povos germânicos | Arte dos povos germânicos | Arte dos povos germânicos | - Estilo característico dos povos germânicos. Ver também: Pré-românico para a contextualização da arte dos germanos durante as migrações dos povos bárbaros na Idade Média. | - Estilo característico dos povos germânicos. Ver também: Pré-românico para a contextualização da arte dos germanos durante as migrações dos povos bárbaros na Idade Média. | - Estilo característico dos povos germânicos. Ver também: Pré-românico para a contextualização da arte dos germanos durante as migrações dos povos bárbaros na Idade Média. | - Estilo característico dos povos germânicos. Ver também: Pré-românico para a contextualização da arte dos germanos durante as migrações dos povos bárbaros na Idade Média. | - Estilo característico dos povos germânicos. Ver também: Pré-românico para a contextualização da arte dos germanos durante as migrações dos povos bárbaros na Idade Média. | - Estilo característico dos povos germânicos. Ver também: Pré-românico para a contextualização da arte dos germanos durante as migrações dos povos bárbaros na Idade Média. |
| Arte egeia                   |                           |                           |                           | | | | | | |
|                              | Arte cicládica            | Arte cicládica            | Arte cicládica            | - Arquipélago das Cíclades, Idade do bronze (2500-1600 a.C.). - Objectos em cerâmica (vasos, cálices, etc) de decoração geométrica (linhas, curvas, espirais). - Pequenos ídolos em mármore de linhas sintéticas com nariz destacado em relevo. | - Arquipélago das Cíclades, Idade do bronze (2500-1600 a.C.). - Objectos em cerâmica (vasos, cálices, etc) de decoração geométrica (linhas, curvas, espirais). - Pequenos ídolos em mármore de linhas sintéticas com nariz destacado em relevo. | - Arquipélago das Cíclades, Idade do bronze (2500-1600 a.C.). - Objectos em cerâmica (vasos, cálices, etc) de decoração geométrica (linhas, curvas, espirais). - Pequenos ídolos em mármore de linhas sintéticas com nariz destacado em relevo. | - Arquipélago das Cíclades, Idade do bronze (2500-1600 a.C.). - Objectos em cerâmica (vasos, cálices, etc) de decoração geométrica (linhas, curvas, espirais). - Pequenos ídolos em mármore de linhas sintéticas com nariz destacado em relevo. | - Arquipélago das Cíclades, Idade do bronze (2500-1600 a.C.). - Objectos em cerâmica (vasos, cálices, etc) de decoração geométrica (linhas, curvas, espirais). - Pequenos ídolos em mármore de linhas sintéticas com nariz destacado em relevo. | - Arquipélago das Cíclades, Idade do bronze (2500-1600 a.C.). - Objectos em cerâmica (vasos, cálices, etc) de decoração geométrica (linhas, curvas, espirais). - Pequenos ídolos em mármore de linhas sintéticas com nariz destacado em relevo. |
|                              | Arte minoica              | Arte minoica              | Arte minoica              | - Arte cretense (Ilha de Creta), Idade do bronze (2300-100 a.C.). - Pintura mural decorativa de harmonia e movimento, cores vivas e vista frontal associada à arquitectura palaciana (de estrutura informal e prática). - Peças de cerâmica, pouca escultura (pequenas figuras em argila e terracota, vasilhas). - Temáticas do quotidiano, mundo animal (marítimo), religião (devotiva e ritual).                                                                                            | - Arte cretense (Ilha de Creta), Idade do bronze (2300-100 a.C.). - Pintura mural decorativa de harmonia e movimento, cores vivas e vista frontal associada à arquitectura palaciana (de estrutura informal e prática). - Peças de cerâmica, pouca escultura (pequenas figuras em argila e terracota, vasilhas). - Temáticas do quotidiano, mundo animal (marítimo), religião (devotiva e ritual).                                                                                            | - Arte cretense (Ilha de Creta), Idade do bronze (2300-100 a.C.). - Pintura mural decorativa de harmonia e movimento, cores vivas e vista frontal associada à arquitectura palaciana (de estrutura informal e prática). - Peças de cerâmica, pouca escultura (pequenas figuras em argila e terracota, vasilhas). - Temáticas do quotidiano, mundo animal (marítimo), religião (devotiva e ritual).                                                                                            | - Arte cretense (Ilha de Creta), Idade do bronze (2300-100 a.C.). - Pintura mural decorativa de harmonia e movimento, cores vivas e vista frontal associada à arquitectura palaciana (de estrutura informal e prática). - Peças de cerâmica, pouca escultura (pequenas figuras em argila e terracota, vasilhas). - Temáticas do quotidiano, mundo animal (marítimo), religião (devotiva e ritual).                                                                                            | - Arte cretense (Ilha de Creta), Idade do bronze (2300-100 a.C.). - Pintura mural decorativa de harmonia e movimento, cores vivas e vista frontal associada à arquitectura palaciana (de estrutura informal e prática). - Peças de cerâmica, pouca escultura (pequenas figuras em argila e terracota, vasilhas). - Temáticas do quotidiano, mundo animal (marítimo), religião (devotiva e ritual).                                                                                            | - Arte cretense (Ilha de Creta), Idade do bronze (2300-100 a.C.). - Pintura mural decorativa de harmonia e movimento, cores vivas e vista frontal associada à arquitectura palaciana (de estrutura informal e prática). - Peças de cerâmica, pouca escultura (pequenas figuras em argila e terracota, vasilhas). - Temáticas do quotidiano, mundo animal (marítimo), religião (devotiva e ritual).                                                                                            |
|                              | Arte micénica             | Arte micénica             | Arte micénica             | - Aqueus estabelecidos em território grego, Idade do bronze. - Principal centro em Micenas, influência da arte minoica. - Arquitectura monumental, pintura sem leveza da arte cretense, temática militar e narrativa. | - Aqueus estabelecidos em território grego, Idade do bronze. - Principal centro em Micenas, influência da arte minoica. - Arquitectura monumental, pintura sem leveza da arte cretense, temática militar e narrativa. | - Aqueus estabelecidos em território grego, Idade do bronze. - Principal centro em Micenas, influência da arte minoica. - Arquitectura monumental, pintura sem leveza da arte cretense, temática militar e narrativa. | - Aqueus estabelecidos em território grego, Idade do bronze. - Principal centro em Micenas, influência da arte minoica. - Arquitectura monumental, pintura sem leveza da arte cretense, temática militar e narrativa. | - Aqueus estabelecidos em território grego, Idade do bronze. - Principal centro em Micenas, influência da arte minoica. - Arquitectura monumental, pintura sem leveza da arte cretense, temática militar e narrativa. | - Aqueus estabelecidos em território grego, Idade do bronze. - Principal centro em Micenas, influência da arte minoica. - Arquitectura monumental, pintura sem leveza da arte cretense, temática militar e narrativa. |
| Arte fenícia                 |                           |                           |                           | | | | | | |
|                              | Arte fenícia              | Arte fenícia              | Arte fenícia              | - Arte dos fenícios, povo de origem semita que colonizou a sul da península itálica, Sicília, sul da Península Ibérica e norte de África, com apogeu entre c. 1000 a.C. e 800 a.C.. - Dedicados principalmente artesanato (objetos utilitários), comércio e navegação na zona do Mediterrâneo. - Influência da arte egípcia, egeia, micénica, mesopotâmica e grega. | - Arte dos fenícios, povo de origem semita que colonizou a sul da península itálica, Sicília, sul da Península Ibérica e norte de África, com apogeu entre c. 1000 a.C. e 800 a.C.. - Dedicados principalmente artesanato (objetos utilitários), comércio e navegação na zona do Mediterrâneo. - Influência da arte egípcia, egeia, micénica, mesopotâmica e grega. | - Arte dos fenícios, povo de origem semita que colonizou a sul da península itálica, Sicília, sul da Península Ibérica e norte de África, com apogeu entre c. 1000 a.C. e 800 a.C.. - Dedicados principalmente artesanato (objetos utilitários), comércio e navegação na zona do Mediterrâneo. - Influência da arte egípcia, egeia, micénica, mesopotâmica e grega. | - Arte dos fenícios, povo de origem semita que colonizou a sul da península itálica, Sicília, sul da Península Ibérica e norte de África, com apogeu entre c. 1000 a.C. e 800 a.C.. - Dedicados principalmente artesanato (objetos utilitários), comércio e navegação na zona do Mediterrâneo. - Influência da arte egípcia, egeia, micénica, mesopotâmica e grega. | - Arte dos fenícios, povo de origem semita que colonizou a sul da península itálica, Sicília, sul da Península Ibérica e norte de África, com apogeu entre c. 1000 a.C. e 800 a.C.. - Dedicados principalmente artesanato (objetos utilitários), comércio e navegação na zona do Mediterrâneo. - Influência da arte egípcia, egeia, micénica, mesopotâmica e grega. | - Arte dos fenícios, povo de origem semita que colonizou a sul da península itálica, Sicília, sul da Península Ibérica e norte de África, com apogeu entre c. 1000 a.C. e 800 a.C.. - Dedicados principalmente artesanato (objetos utilitários), comércio e navegação na zona do Mediterrâneo. - Influência da arte egípcia, egeia, micénica, mesopotâmica e grega. |
| Arte da Antiguidade Clássica |                           |                           |                           | | | | | | |
|                              | Arte etrusca              | Arte etrusca              | Arte etrusca              | - Povo etrusco, região da Toscana, séculos VIII a II a.C.. - Arte funerária, câmaras tumulares com pintura mural, urnas, escultura em sarcófagos (jacentes), bustos. - Peças decorativas em bronze e terracota, joalharia. - Influência da arte arcaica grega. | - Povo etrusco, região da Toscana, séculos VIII a II a.C.. - Arte funerária, câmaras tumulares com pintura mural, urnas, escultura em sarcófagos (jacentes), bustos. - Peças decorativas em bronze e terracota, joalharia. - Influência da arte arcaica grega. | - Povo etrusco, região da Toscana, séculos VIII a II a.C.. - Arte funerária, câmaras tumulares com pintura mural, urnas, escultura em sarcófagos (jacentes), bustos. - Peças decorativas em bronze e terracota, joalharia. - Influência da arte arcaica grega. | - Povo etrusco, região da Toscana, séculos VIII a II a.C.. - Arte funerária, câmaras tumulares com pintura mural, urnas, escultura em sarcófagos (jacentes), bustos. - Peças decorativas em bronze e terracota, joalharia. - Influência da arte arcaica grega. | - Povo etrusco, região da Toscana, séculos VIII a II a.C.. - Arte funerária, câmaras tumulares com pintura mural, urnas, escultura em sarcófagos (jacentes), bustos. - Peças decorativas em bronze e terracota, joalharia. - Influência da arte arcaica grega. | - Povo etrusco, região da Toscana, séculos VIII a II a.C.. - Arte funerária, câmaras tumulares com pintura mural, urnas, escultura em sarcófagos (jacentes), bustos. - Peças decorativas em bronze e terracota, joalharia. - Influência da arte arcaica grega. |
|                              | Arte grega                | Arte grega                | Arte grega                | - Magna Grécia: Grécia, sul de Itália, Sicília, século VI a IV a.C.. - Arquitectura religiosa (Templos em pedra, ordens arquitectónicas), edifícios públicos (teatros etc.). - Cerâmica (com pintura decorativa), escultura de vulto (mármore, bronze). - Arte ligada ao intelectualismo, valorização do homem, busca da perfeição, harmonia, equilíbrio, proporção. Inspiração na natureza, realismo. - Temática mitológica, do quotidiano. Ver também: Arquitectura \| Escultura \| Pintura | - Magna Grécia: Grécia, sul de Itália, Sicília, século VI a IV a.C.. - Arquitectura religiosa (Templos em pedra, ordens arquitectónicas), edifícios públicos (teatros etc.). - Cerâmica (com pintura decorativa), escultura de vulto (mármore, bronze). - Arte ligada ao intelectualismo, valorização do homem, busca da perfeição, harmonia, equilíbrio, proporção. Inspiração na natureza, realismo. - Temática mitológica, do quotidiano. Ver também: Arquitectura \| Escultura \| Pintura | - Magna Grécia: Grécia, sul de Itália, Sicília, século VI a IV a.C.. - Arquitectura religiosa (Templos em pedra, ordens arquitectónicas), edifícios públicos (teatros etc.). - Cerâmica (com pintura decorativa), escultura de vulto (mármore, bronze). - Arte ligada ao intelectualismo, valorização do homem, busca da perfeição, harmonia, equilíbrio, proporção. Inspiração na natureza, realismo. - Temática mitológica, do quotidiano. Ver também: Arquitectura \| Escultura \| Pintura | - Magna Grécia: Grécia, sul de Itália, Sicília, século VI a IV a.C.. - Arquitectura religiosa (Templos em pedra, ordens arquitectónicas), edifícios públicos (teatros etc.). - Cerâmica (com pintura decorativa), escultura de vulto (mármore, bronze). - Arte ligada ao intelectualismo, valorização do homem, busca da perfeição, harmonia, equilíbrio, proporção. Inspiração na natureza, realismo. - Temática mitológica, do quotidiano. Ver também: Arquitectura \| Escultura \| Pintura | - Magna Grécia: Grécia, sul de Itália, Sicília, século VI a IV a.C.. - Arquitectura religiosa (Templos em pedra, ordens arquitectónicas), edifícios públicos (teatros etc.). - Cerâmica (com pintura decorativa), escultura de vulto (mármore, bronze). - Arte ligada ao intelectualismo, valorização do homem, busca da perfeição, harmonia, equilíbrio, proporção. Inspiração na natureza, realismo. - Temática mitológica, do quotidiano. Ver também: Arquitectura \| Escultura \| Pintura | - Magna Grécia: Grécia, sul de Itália, Sicília, século VI a IV a.C.. - Arquitectura religiosa (Templos em pedra, ordens arquitectónicas), edifícios públicos (teatros etc.). - Cerâmica (com pintura decorativa), escultura de vulto (mármore, bronze). - Arte ligada ao intelectualismo, valorização do homem, busca da perfeição, harmonia, equilíbrio, proporção. Inspiração na natureza, realismo. - Temática mitológica, do quotidiano. Ver também: Arquitectura \| Escultura \| Pintura |
|                              | Arte helenística          | Arte helenística          | Arte helenística          | - Arte grega do final do século IV até o final do século I a.C. - Civilização grega estende-se pelo Mediterrâneo e Próximo Oriente sob Alexandre, o Grande. - Escultura com sentimento pleno de emoção e movimento. | - Arte grega do final do século IV até o final do século I a.C. - Civilização grega estende-se pelo Mediterrâneo e Próximo Oriente sob Alexandre, o Grande. - Escultura com sentimento pleno de emoção e movimento. | - Arte grega do final do século IV até o final do século I a.C. - Civilização grega estende-se pelo Mediterrâneo e Próximo Oriente sob Alexandre, o Grande. - Escultura com sentimento pleno de emoção e movimento. | - Arte grega do final do século IV até o final do século I a.C. - Civilização grega estende-se pelo Mediterrâneo e Próximo Oriente sob Alexandre, o Grande. - Escultura com sentimento pleno de emoção e movimento. | - Arte grega do final do século IV até o final do século I a.C. - Civilização grega estende-se pelo Mediterrâneo e Próximo Oriente sob Alexandre, o Grande. - Escultura com sentimento pleno de emoção e movimento. | - Arte grega do final do século IV até o final do século I a.C. - Civilização grega estende-se pelo Mediterrâneo e Próximo Oriente sob Alexandre, o Grande. - Escultura com sentimento pleno de emoção e movimento. |
|                              | Arte romana               | Arte romana               | Arte romana               | - Império Romano, século VIII a.C. a IV d.C.. Grande influência da arte grega. - Desenvolvimento arquitectónico com gosto pelo colossal e magnificente. Edifícios públicos (pontes, aquedutos, termas, anfiteatros etc.), religiosos basílicas, templos. - Escultura histórica, bustos. Ver também: Arquitectura \| Escultura \| Pintura | - Império Romano, século VIII a.C. a IV d.C.. Grande influência da arte grega. - Desenvolvimento arquitectónico com gosto pelo colossal e magnificente. Edifícios públicos (pontes, aquedutos, termas, anfiteatros etc.), religiosos basílicas, templos. - Escultura histórica, bustos. Ver também: Arquitectura \| Escultura \| Pintura | - Império Romano, século VIII a.C. a IV d.C.. Grande influência da arte grega. - Desenvolvimento arquitectónico com gosto pelo colossal e magnificente. Edifícios públicos (pontes, aquedutos, termas, anfiteatros etc.), religiosos basílicas, templos. - Escultura histórica, bustos. Ver também: Arquitectura \| Escultura \| Pintura | - Império Romano, século VIII a.C. a IV d.C.. Grande influência da arte grega. - Desenvolvimento arquitectónico com gosto pelo colossal e magnificente. Edifícios públicos (pontes, aquedutos, termas, anfiteatros etc.), religiosos basílicas, templos. - Escultura histórica, bustos. Ver também: Arquitectura \| Escultura \| Pintura | - Império Romano, século VIII a.C. a IV d.C.. Grande influência da arte grega. - Desenvolvimento arquitectónico com gosto pelo colossal e magnificente. Edifícios públicos (pontes, aquedutos, termas, anfiteatros etc.), religiosos basílicas, templos. - Escultura histórica, bustos. Ver também: Arquitectura \| Escultura \| Pintura | - Império Romano, século VIII a.C. a IV d.C.. Grande influência da arte grega. - Desenvolvimento arquitectónico com gosto pelo colossal e magnificente. Edifícios públicos (pontes, aquedutos, termas, anfiteatros etc.), religiosos basílicas, templos. - Escultura histórica, bustos. Ver também: Arquitectura \| Escultura \| Pintura |
| Arte do cristianismo         |                           |                           |                           | | | | | | |
|                              | Arte paleocristã          | Arte paleocristã          | Arte paleocristã          | - Primeira expressão artística dos cristãos, área do Império Romano do ocidente, Roma, entre século III e V d.C.. - Pintura mural (fresco) em catacumbas, sarcófagos. - Surgimento das primeiras basílicas cristãs após a oficialização da religião. | - Primeira expressão artística dos cristãos, área do Império Romano do ocidente, Roma, entre século III e V d.C.. - Pintura mural (fresco) em catacumbas, sarcófagos. - Surgimento das primeiras basílicas cristãs após a oficialização da religião. | - Primeira expressão artística dos cristãos, área do Império Romano do ocidente, Roma, entre século III e V d.C.. - Pintura mural (fresco) em catacumbas, sarcófagos. - Surgimento das primeiras basílicas cristãs após a oficialização da religião. | - Primeira expressão artística dos cristãos, área do Império Romano do ocidente, Roma, entre século III e V d.C.. - Pintura mural (fresco) em catacumbas, sarcófagos. - Surgimento das primeiras basílicas cristãs após a oficialização da religião. | - Primeira expressão artística dos cristãos, área do Império Romano do ocidente, Roma, entre século III e V d.C.. - Pintura mural (fresco) em catacumbas, sarcófagos. - Surgimento das primeiras basílicas cristãs após a oficialização da religião. | - Primeira expressão artística dos cristãos, área do Império Romano do ocidente, Roma, entre século III e V d.C.. - Pintura mural (fresco) em catacumbas, sarcófagos. - Surgimento das primeiras basílicas cristãs após a oficialização da religião. |